# Eric Embry
Douglas Eric Embry (Kentucky, 10 luglio 1959) è un ex wrestler statunitense.
Noto principalmente per avere lottato nelle federazioni Championship Wrestling from Florida, World Class Championship Wrestling e United States Wrestling Association.

### Inizi (1977–1987)

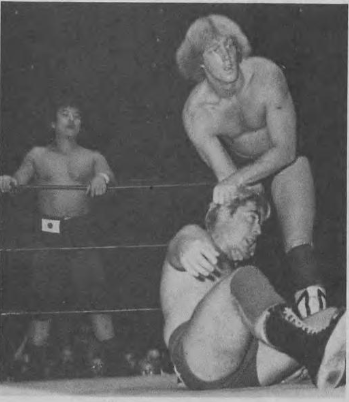
Mr. Onita, David Von Erich ed Eric Embry (al tappeto) (1981)

## Carriera

### World Class Championship Wrestling / United States Wrestling Association (1987–1990)
Nel 1987 Embry entrò nella World Class Championship Wrestling. Svolse anche l'attività di booker dal 1988 al 1991. Durante questo periodo da "sceneggiatore", Embry visse dentro il Dallas Sportatorium perché non aveva altro posto dove dormire. All'inizio del 1988 ebbe un feud con Jason Sterling. Jeff Jarrett vinse il titolo WCWA World Light Heavyweight Championship da Embry sconfiggendolo il 15 ottobre di quell'anno, ma Embry lo riconquistò a novembre. Dopo averlo perso nuovamente con Jarrett, lo riconquistò il 13 dicembre all'evento SuperClash III. Due settimane dopo, perse la cintura in favore di Cactus Jack. Nel 1989 effettuò un turn face durante la sua faida con Skandor Akbar prima che la federazione chiudesse i battenti.

### All Japan Pro Wrestling (1990)
Nell'estate del 1990 andò in tour per la All Japan Pro Wrestling.

### World Wrestling Council (1990–1991)
Alla fine del 1990 tornò nella WWC e vinse per due volte il WWC Caribbean Tag Team Championship insieme a Rick Valentine.

## Titoli e riconoscimenti
- Championship Wrestling from Florida
  - NWA Florida Television Championship (1)
- NWA Tri-State
  - NWA Tri-State Tag Team Championship (1) – con Chief Frank Hill
- Pro Wrestling Illustrated
  - 37º nella lista dei migliori 500 wrestler singoli nei PWI 500 del 1992[4]
  - 32º nella lista dei migliori 500 wrestler singoli nei PWI 500 del 1991[5]
  - PWI Most Inspirational Wrestler of the Year (1989)[6]
- Southwest Championship Wrestling
  - SCW Southwest Junior Heavyweight Championship (3)
  - SCW Southwest Tag Team Championship (5) – con Ken Timbs (3) e Dan Greer (2)
- Texas Wrestling Federation
  - TWF Light-Heavyweight Championship (1)[7]
- United States Wrestling Association
  - USWA Southern Heavyweight Championship (4)
  - USWA Texas Heavyweight Championship (3)[8][9]
- Universal Wrestling Association
  - UWA World Junior Light Heavyweight Championship (1)
- World Class Wrestling Association
  - WCWA Texas Heavyweight Championship (3)
  - WCWA World Light Heavyweight Championship (5)[8][9]
  - WCWA World Tag Team Championship (1) – con Frank Lancaster[10][11]
- World Wrestling Council
  - WWC Caribbean Tag Team Championship (2) – con Rick Valentine
  - WWC Puerto Rico Heavyweight Championship (2)
  - WWC World Junior Heavyweight Championship (1)